# Hubertushof (Bad Liebenstein)

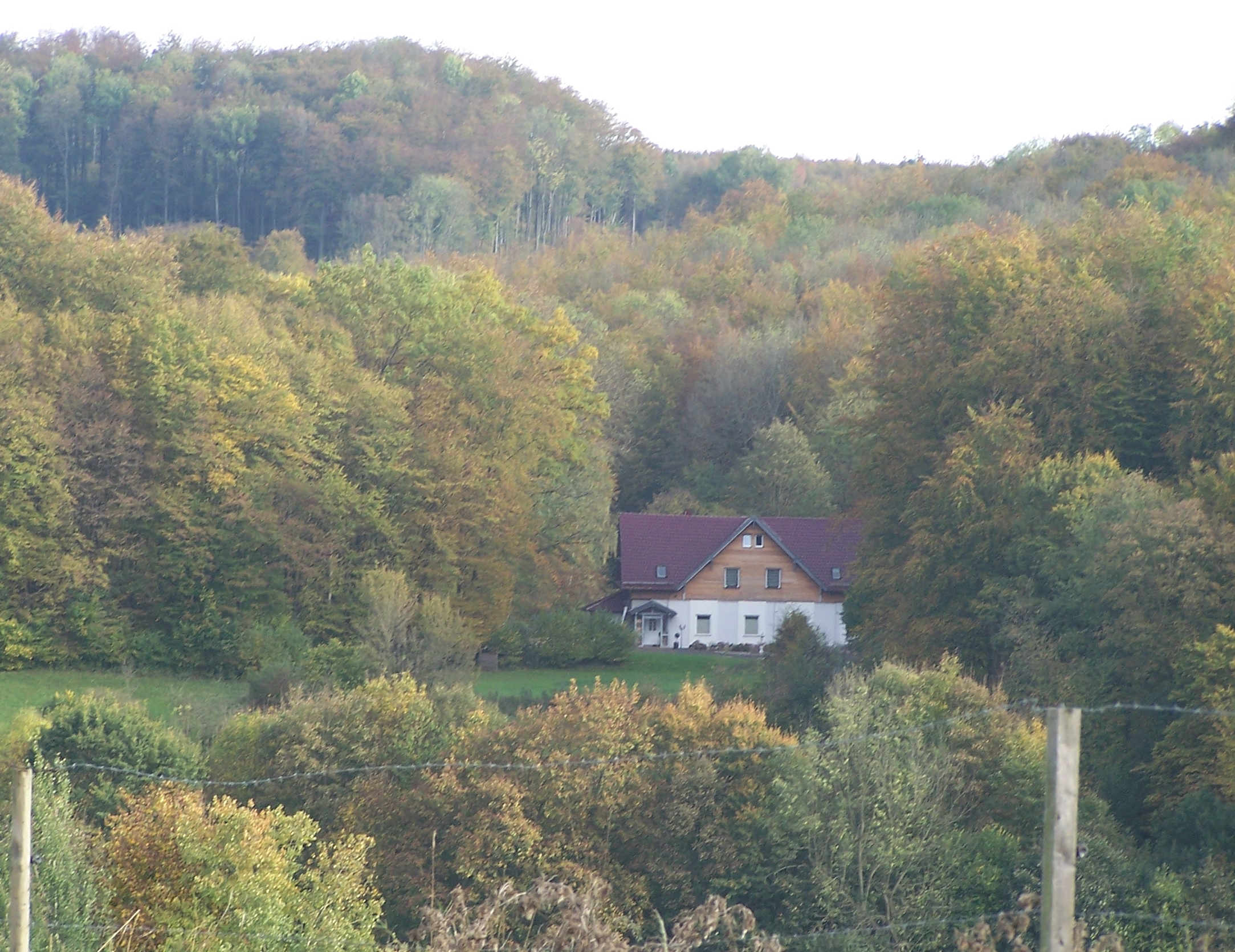
Ansicht von Norden (Steinbach)

Der Hubertushof ist ein Privathaus und eine ehemalige Waldgaststätte (ehemaliger Schützenhof) in Bad Liebenstein im Wartburgkreis in Thüringen.
Der Hubertushof befindet sich nordöstlich von Bad Liebenstein am Rundwanderweg um den Burgberg mit der Burgruine Liebenstein. Der aus dem Hauptgebäude und einigen Anbauten bestehende Gebäudekomplex wurde am Westhang des Haderkopfes platziert.
Ein Wanderweg führt in Richtung Steinbach, ein weiterer zum Schloss Altenstein mit Querung der  Landesstraße 1027 und der Kreisstraße 89.
Unweit der Gaststätte befinden sich am Rundweg die Stationen Getränkeloch und Felsentheater. Die Quelle ist eine episodisch auftretende Trichterquelle, die zum Quellgebiet des Grumbaches gehört.